# 음양사: 청아집
《음양사: 청아집》(중국어: 晴雅集, 영어: The Yin-Yang Master: Dream of Eternity)은 중국에서 제작된 2020년 모험, 액션, SF, 판타지 영화이다.

## 출연

### 주연
- 조우정 : 청명 역
- 등륜 : 박아 역
- 왕쯔원 : 방월(공주) 역
- 춘하 : 농야 역
- 왕탁 : 충행 / 학수월 역

### 조연
- 손신준 : 킬링 스톤 역
- 쉬카이청 : 미친 화가 역